# 小笠原貞信
小笠原 貞信（おがさわら さだのぶ）は、下総関宿藩の第2代藩主、のちに美濃高須藩主を経て、越前勝山藩の初代藩主となる。信嶺系小笠原家3代。

## 生涯
寛永8年（1631年）8月24日、旗本で交代寄合高木貞勝（美濃衆）の長男として美濃石津郡多羅で生まれる。母が小笠原信之の娘であったため、下総関宿藩の初代藩主・小笠原政信（信之の長男）の婿養子となる。寛永17年（1640年）7月に政信が死去したため、家督を継いで関宿藩主となるが、10歳の幼少では重要な関宿は守れないとして9月に美濃高須藩に移封された。元禄4年（1691年）に越前勝山藩に移封される。
相次ぐ移封と、元禄5年（1692年）から元禄6年（1693年）までの大坂加番などによる出費で財政難を招いたため、年貢増徴による財政改革を行なった。しかし、これは百姓の反発を招き、元禄10年（1697年）には百姓の逃散と江戸越訴により、百姓の年貢減免要求を受け入れざるを得なくなった。
元禄15年（1702年）7月18日、家督を孫で養子の信辰に譲って隠居し、一玄と号した。隠居後は小笠原氏の本拠であった武蔵本庄で過ごしたが、なおも大殿として藩政の実権は握っていた。このため、藩政が混乱し、家督抗争や主導権争いも起こっている。正徳4年（1714年）6月17日に死去。享年84。

## 人物
- 史書では年貢増徴により領民を苦しめ、隠居後も実権を握って藩政に混乱を招くなどしたことから、暗君として評されている。[要出典]
- 文筆に優れた文化人であったとされる。[要出典]
- 孫の小笠原信辰は言語明白で優れた人物と評しているが、これは孫による祖父への贔屓もしくは庇い立ての混じった評価とされる。[要出典]
- 『土芥寇讎記』においては「文にも武にも関心を持たず、政治を疎かにして遊惰逸楽に耽った」と評されるが、『岐阜県史』では貞信統治期に高須領内の開発整備が進んだことを指摘しており、勝山市指定文化財『歴代藩侯藩士書画』には貞信筆の絵画が複数残されているなど、実際の史料とは矛盾が見られる。

## 系譜

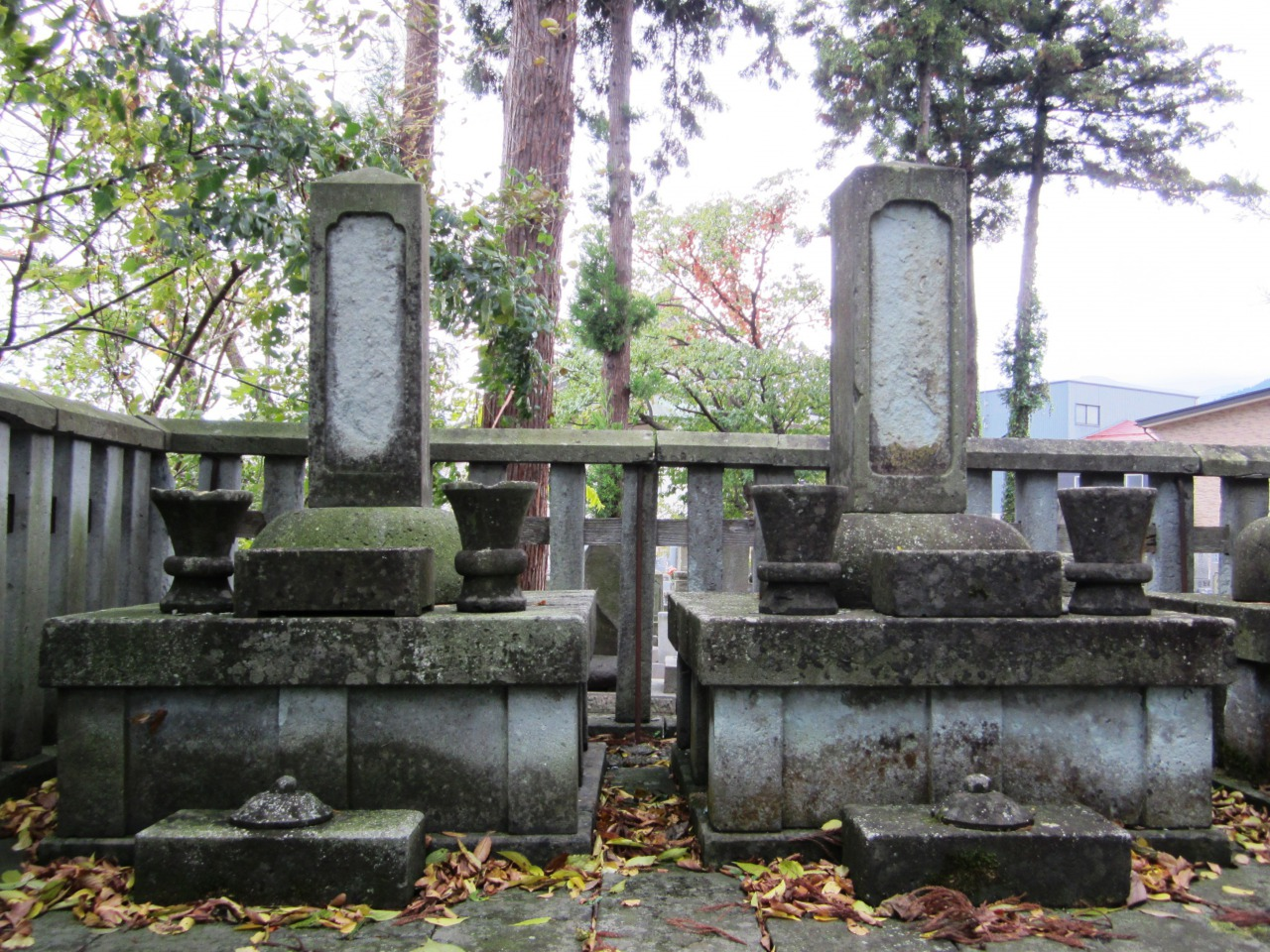
開善寺の墓（右）。左は長貴の墓。

父母
- 高木貞勝（実父）
- 小笠原信之の娘（実母）
- 小笠原政信（養父）

正室、継室
- 小笠原政信の娘（正室）
- 遠藤慶利の娘（継室）

子女
- 小笠原清信（長男）
- 小笠原信秀（次男）
- 小笠原貞政
- 秋山正輔正室

養子
- 小笠原信辰 ー 小笠原信秀の長男